# 多斑躄魚
多斑躄魚是輻鰭魚綱鮟鱇目躄魚亞目躄魚科的其中一種，為亞熱帶海水魚，分布於西大西洋區，包括加勒比海、中美洲、南美洲北部；東大西洋阿森松島海域，棲息深度0-66公尺，體長可達20公分，棲息在淺海礁石區，與海綿共生，以魚類、甲殼類為食，卵生的，卵是黏在絲帶狀的鞘或者凝膠黏液團被稱為卵筏或卵罩，生活習性不明，可作為觀賞魚。

## 扩展阅读
維基物種上的相關：多斑躄魚